# Grundulus bogotensis
Grundulus bogotensis är en fiskart som först beskrevs av Alexander von Humboldt 1821.  Grundulus bogotensis ingår i släktet Grundulus och familjen Characidae. Inga underarter finns listade i Catalogue of Life.